# Christian Reichert
Pour les articles homonymes, voir Reichert.
Christian Reichert, né le 7 février 1985 à Wurtzbourg, est un nageur allemand participant aux épreuves en eau libre.

## Carrière
Il remporte une médaille d'or par équipes aux Mondiaux de Barcelone 2013 et aux Mondiaux de Kazan 2015.
Aux Jeux olympiques d'été de 2016, il arrive neuvième du 10 kilomètres en eau libre.

## Palmarès

### Championnats du monde
- Championnats du monde 2013 à Berlin (Espagne) : 
  -  Médaille d'or dans l'épreuve par équipes
- Championnats du monde 2015 à Kazan (Russie) : 
  -  Médaille d'or dans l'épreuve par équipes